# Шарон (округ Джонс, Міссісіпі)
Шарон (англ. Sharon) — переписна місцевість (CDP) в США, в окрузі Джонс штату Міссісіпі. Населення — 1344 особи (2020).

## Географія
Шарон розташований за координатами 31°47′36″ пн. ш. 89°5′35″ зх. д. / 31.79333° пн. ш. 89.09306° зх. д. (31.793323, -89.093163).  За даними Бюро перепису населення США в 2010 році переписна місцевість мала площу 22,19 км², з яких 22,15 км² — суходіл та 0,04 км² — водойми.

## Демографія
Згідно з переписом 2010 року, у переписній місцевості мешкало 1406 осіб у 549 домогосподарствах у складі 422 родин. Густота населення становила 63 особи/км².  Було 606 помешкань (27/км²).
Расовий склад населення:
| - 90,5 % — білих - 8,9 % — чорних або афроамериканців - 0,2 % — азіатів |

До двох чи більше рас належало 0,0 %. Частка іспаномовних становила 1,0 % від усіх жителів.
За віковим діапазоном населення розподілялося таким чином: 22,5 % — особи молодші 18 років, 61,0 % — особи у віці 18—64 років, 16,5 % — особи у віці 65 років та старші. Медіана віку мешканця становила 42,5 року. На 100 осіб жіночої статі у переписній місцевості припадало 102,9 чоловіків;  на 100 жінок у віці від 18 років та старших — 95,2 чоловіків також старших 18 років.
Середній дохід на одне домашнє господарство  становив 51 494 долари США (медіана — 49 263), а середній дохід на одну сім'ю — 53 344 долари (медіана — 50 408). За межею бідності перебувало 6,4 % осіб, у тому числі 0,0 % дітей у віці до 18 років та 23,3 % осіб у віці 65 років та старших.
Цивільне працевлаштоване населення становило 556 осіб. Основні галузі зайнятості: роздрібна торгівля — 18,2 %, освіта, охорона здоров'я та соціальна допомога — 16,7 %, сільське господарство, лісництво, риболовля — 15,8 %.